# Arbitraža
Arbitraža ili izbrano suđenje, u pravu je način rješavanja sporova, u kojem se sporovi rješavaju izvan suda, a stranke svoj predmet spora iznose pred jednu ili više osoba (arbitar, arbitri, arbitražni sud). Arbitar, odnosno arbitražni sud kao nedržavni sud svoje ovlaštenje za rješavanje spora crpi iz sporazuma stranaka. Arbitraža jest prema definiciji iz čl. 2. st. 1. toč. 1. Zakona o arbitraži (ZA) suđenje pred arbitražnim sudom bez obzira organizira li ga ili njegovo djelovanje osigurava arbitražna ustanova ili ne, odnosno riječ je o izvansudskom rješavanju sporova koje je privatno po svom karakteru, a u pogledu kojega odluka arbitra ima svojstvo pravomoćnosti (ovršna je). U svezi s tim, odluka ne obvezuje samo kao ugovor, već i kao pravomoćna sudska odluka iz čega je vidljiva dvojna priroda arbitraže jer, s jedne strane, arbitraža se temelji na ugovoru (stranke se svojevoljno podvrgavaju volji arbitra koji potom obnaša sudbenu funkciju), a s druge strane odluka arbitra obvezuje. Arbitraža je jedno od rijetkih područja koje je ostalo pošteđeno prava EU. Osoba koja vrši arbitražu zove se arbitražer.
1.    unutarnje pravo
2.    međunarodno pravo
Ovdje je dakako riječ o arbitraži međunarodnog privatnog prava koja se razlikuje od arbitraže međunarodnog javnog prava koja se provodi između država, primjerice arbitraža između Republike Hrvatske i Republike Slovenije. 
Arbitraže koje nisu privatnopravne su i investicijske arbitraže kod kojih imamo s jedne strane strano trgovačko društvo i državu, a kod koje trgovačko društvo tuži državu na temelju međunarodnog ugovora o zaštiti ulagača. U tom slučaju se zahtjev tužitelja temelji na međunarodnom ugovoru te stoga nije riječ o arbitraži privatnog prava, već o arbitraži međunarodnog javnog prava. 
Arbitraža nije isto što i medijacija. Cilj medijacije jest pomoći strankama da se sporazume, tj. da postignu nagodbu, dok arbitri strankama mogu pomagati samo u mjeri u kojoj je to dopušteno.  

## Arbitrabilnost
Arbitrabilnost je nužna pretpostavka da bi se arbitraža uopće mogla provesti. Arbitrabilnost u konkretnom smislu jest svojstvo određenog spora da može biti riješen arbitražom, a u apstraktnom smislu jest zakonom ili međunarodnim ugovorom utvrđena mogućnost da određene vrste sporova budu podvrgnute arbitraži. Razlikuju se:
1.     arbitrabilnost rationae personae (subjektivna arbitrabilnost)
- Tko može biti strankom arbitražnog postupka?
2.    arbitrabilnost rationae materiae (objektivna arbitrabilnost)
- Koji se sporovi mogu podvrgnuti arbitražnom postupku?
3.     arbitrabilnost rationae iurisdictionis (jurisdikcijska arbitrabilnost)
- Je li za određene sporove propisana isključiva nadležnost sudskih ili upravnih tijela?
Gledano povijesno ograničenja arbitrabilnosti mogu biti uvjetovana osobama između kojih je spor nastao (personalne granice arbitrabilnosti), postojanjem isključive nadležnosti državnoga suda (jurisdikcijske granice arbitrabilnosti), okolnosti ugovara li se domaća ili inozemna arbitraža (adherencijske granice arbitrabilnosti) te okolnošću ugovara li se ad hoc arbitraža ili institucionalna arbitraža (organizacijske granice arbitrabilnosti). 
U pogledu arbitrabilnosti čl. 3. ZA određuje da stranke mogu ugovoriti domaću arbitražu za rješavanje sporova o pravima kojima mogu slobodno raspolagati, dok u sporovima s međunarodnim obilježjem stranke mogu ugovoriti i arbitražu čije je mjesto izvan područja Republike Hrvatske, osim ako je posebnim zakonom propisano da takav spor može rješavati samo sud u Republici Hrvatskoj. 

## Ugovaranje arbitraže
Arbitraža se može ugovoriti   ugovorom o arbitraži koji je definiran u čl. 6. st. 1. ZA koji određuje da je ugovor o arbitraži ugovor kojim stranke podvrgavaju arbitraži sve ili određene sporove koji su među njima nastali ili bi mogli nastati iz određenog pravnog odnosa, ugovornog ili izvanugovornog. Taj se ugovor može sklopiti u obliku arbitražne klauzule u nekom ugovoru ili u obliku posebnog ugovora, a riječ je o građanskopravnom ugovoru s procesnopravnim posljedicama. Sami ugovor o arbitraži valjan je ako je sklopljen u pisanom obliku, a ugovor je sklopljen u pisanom obliku ako je unesen u isprave koje su stranke potpisale ili ako je sklopljen razmjenom pisama, teleksa, telefaksa, brzojava ili drugih sredstava telekomuniciranja koja omogućavaju pisani dokaz o ugovoru, bez obzira jesu li ih stranke potpisale (čl. 6. st. 2. ZA).
Poseban je slučaj kada je spor nastao ili bi mogao nastati iz potrošačkog ugovora kada ugovor o arbitraži mora biti napisan u posebnoj ispravi koju su potpisale obje stranke (čl. 6. st. 6. ZA). 

## Nadležnost i temeljna pravila
U pogledu nadležnosti mjerodavan je čl. 15. ZA koji propisuje: 
«(1) Arbitražni sud može odlučivati o svojoj nadležnosti, uključujući i odlučivanje o svakom prigovoru o postojanju ili valjanosti ugovora o arbitraži (Kompetenz-Kompetenz). U tu će se svrhu arbitražna klauzula koja je sastavni dio nekog ugovora smatrati kao sporazum nezavisan od ostalih odredaba tog ugovora. Odluka arbitražnog suda o tome da je taj ugovor ništav sama po sebi ne znači da ni arbitražna klauzula nije valjana (načelo separabilnosti). 
(2) Prigovor da arbitražni sud nije nadležan tuženik mora podnijeti najkasnije kad i odgovor na tužbu u kome se upustio u raspravljanje o biti spora (prigovor nenadležnosti). Okolnost što je stranka imenovala arbitra ili što je sudjelovala u imenovanju arbitra ne lišava je prava na podnošenje takvog prigovora. Prigovor da arbitražni sud prekoračuje granice svojih ovlaštenja mora se podnijeti čim predmet za koji se tvrdi da prelazi djelokrug njegovih ovlaštenja bude iznesen u arbitražnom postupku (prigovor prekoračenja ovlasti). Arbitražni sud može u oba slučaja dopustiti naknadno podnošenje prigovora ako smatra da je zakašnjenje opravdano.
(3) Arbitražni sud može odlučivati o prigovoru iz stavka 2. ovoga članka kao o prethodnom pitanju ili u odluci o biti spora. Ako arbitražni sud odluči kao o prethodnom pitanju da je nadležan, svaka stranka može, u roku od 30 dana nakon što joj bude dostavljena odluka, tražiti od suda predviđenog u članku 43. stavku 1. ovoga Zakona (Županijski sud u Zagrebu, odnosno Trgovački sud u Zagrebu) da odluči o tom pitanju. Dok je postupak o tom traženju u tijeku, arbitražni sud može nastaviti postupak i donijeti pravorijek.
(4) Postupak pred sudom iz stavka 3. ovoga članka je hitan.»
Nadležnost arbitražnog suda da odlučuje o svojoj nadležnosti, tzv. Kompetenz-Kompetenz, proizlazi iz čl. 15. st. 1. ZA, kao i iz Zagrebačkih pravila koja propisuju da je arbitražni sud nadležan ako se radi o sporu o pravima s kojima stranke mogu slobodno raspolagati. To znači da se treba proglasiti nenadležnim ako in casu nije ispunjena navedena pretpostavka. O tom pitanju odlučuje se ex offo.
Stranke mogu birati arbitra te arbitar nema nikakvu javnu ovlast za razliku od suca. Pritom ZA u čl. 10. određuje da se nikoga ne može spriječiti da zbog svog državljanstva bude arbitar, osim ako su se stranke drugačije o tome sporazumjele. U pogledu broja arbitara, moguće je da arbitražu provodi arbitar pojedinac o osobi koje će se stranke sporazumjeti, a ako se ne sporazumiju arbitra pojedinca će imenovati predsjednik suda ili sudac kojega on odredi, ili u vijeću od tri arbitra u kojem slučaju svaka stranka imenuje po jednog arbitra, a ta dva će onda imenovati trećega koji će biti predsjednik arbitražnog vijeća. Ako jedna stranka ne imenuje arbitra i o tome ne obavijesti drugu stranku u roku od 30 dana nakon što primi obavijest o imenovanju arbitra i poziv da imenuje arbitra, ili ako se dva arbitra ne sporazumiju u pogledu trećeg arbitra u roku od 30 dana od imenovanja posljednjeg od njih dvojice, imenovanje će na zahtjev stranke obaviti predsjednik suda ili sudac kojeg predsjednik suda za to ovlasti. Ova pravila su podredna jer ZA u čl. 9. određuje da «Ako sporazumom stranaka nije određen broj arbitara, imenovat će se tri arbitra.»
Kada se arbitraža provodi u vijeću, ZA određuje u čl. 28. da se odluka donosi većinom glasova, ako se stranke nisu drugačije sporazumjele. U slučaju da se nije postigla potrebna većina ponovno se raspravlja o razlozima za svako mišljenje pa, ako se niti tada ne postigne potrebna većina, pravorijek donosi predsjednik vijeća.
Ovlasti arbitra ograničene su na stranke jer je on privatna osoba te njegova postupanja nemaju učinka na treće osobe, poput primjerice pozivanja svjedoka. Arbitar može samo zamoliti svjedoka da svjedoči pod uvjetom da time ne krši povjerljivost stranaka. U postupku arbitraže stranke su te koje moraju osigurati prisutnost svjedoka. Arbitražni sud može od državnog suda tražiti da naloži svjedoku da dođe. Nadalje, arbitražni sud ne može postaviti privremene mjere trećim osobama, primjerice da naloži banci da zamrzne sredstva, ali može, (čl. 16. ZA) ako se stranke nisu drugačije sporazumjele, na zahtjev jedne od stranaka, privremenom mjerom osiguranja naložiti bilo kojoj stranci da poduzme određenu mjeru koju arbitražni sud smatra potrebnom s obzirom na predmet spora, a u svezi s čim arbitražni sud može zatražiti od bilo koje stranke da dade odgovarajuće osiguranje u svezi s takvom mjerom. Također, arbitar ne može imenovati vještake.
Vrste arbitraže   su ad hoc i institucionalna arbitraža. Obje se uvijek temelje na ugovoru o arbitraži, tj. dobrovoljne su, a razlikuju se po tome što kod institucionalne arbitraže postoji organizacija koja potpomaže rad arbitra, odnosno postoji institucija koja pruža administarativnu podršku, poput primjerice Stalnog arbitražnog sudišta pri HGK ili ICC, tj. Međunarodne trgovačke komore), dok kod ad hoc arbitraže takve institucije nema. Sve arbitražne institucije djeluju kao ovlaštenici za imenovanje, tj. kao netko tko će imenovati arbitre. Arbitražna pravila imaju sve institucije i ako ugovorimo institucionalnu arbitražu primjenjuju se ta pravila, primjerice Pravilnik o arbitraži koji nije neki podzakonski akt, nego su to pravila koja vrijede samo za one koji su se podvrgnuli arbitraži. Neke institucije imaju liste arbitara, no one se polako prestaju primjenjivati, a ondje gdje i postoje one nisu obvezujuće, već stranke mogu imenovati i arbitre van te liste.
Prema pravnoj prirodi možemo razlikovati domaće arbitraže i strane arbitraže, a one se određuju prema mjestu arbitraže bez obzira na stranke i arbitre. 

## Arbitražni postupak
Sami arbitražni postupak se prema Zakonu o arbitraži provodi uz poštovanje načela ravnopravnosti stranaka u postupku i uz omogućivanje da se stranke izjasne o navodima i zahtjevima protivne stranke (čl. 17. ZA), a započinje, ako se stranke nisu drugačije sporazumjele danom kada arbitražna ustanova primi tužbu kod institucionalne arbitraže, odnosno onog dana kada tuženik primi obavijest o tome da je protivna stranka imenovala arbitra ili predložila arbitra pojedinca i uz nju poziv da imenuje drugog arbitra ili da se izjasni o predloženom arbitru pojedincu te tužbu kojom se spor iznosi pred arbitražni sud kada je riječ o ad hoc arbitraži (čl. 20. ZA).
U načelu se stranke mogu sporazumjeti o pravilima postupka kojih će se arbitražni sud pridržavati na način da ih same odrede ili da upute na određena pravila ili zakon, a sve pod uvjetom da to nije u protivnosti sa Zakonom o arbitraži (čl. 18. ZA). Stranke se nadalje mogu sporazumjeti o mjestu arbitraže te jeziku ili jezicima na kojima će se arbitraža provoditi (čl. 19. i 21. ZA). Temeljno pravilo u svezi s jezikom arbitraže (čl. 21. ZA) jest lex autonomiae, ako se stranke ne sporazumiju onda će arbitražni sud odlučiti na kojem će se jeziku ili jezicima provoditi arbitražni postupak te, konačno, ako se ni stranke niti arbitri nisu sporazumjeni o jeziku arbitraže, jezik arbitraže bit će hrvatski. No, do utvrđivanja jezika postupka, kako propisuje st. 3. čl. 21. ZA, tužba, odgovor na tužbu te ostali podnesci mogu se podnositi na jeziku glavnog ugovora, jeziku ugovora o arbitraži ili na hrvatskom jeziku.
Arbitražni postupak u načelu nije javan (čl. 23. ZA), a sposobnost stranaka se određuje prema pravu koje je za njih mjerodavno (čl. 7. ZA) s time da Republika Hrvatska te jedinice lokalne i područne (regionalne) samouprave mogu zaključiti ugovor o arbitraži i biti strankom u sporu pred arbitražnim sudom.

## Pravorijek i završetak postupka
Arbitražni sud odlučit će po pravnim pravilima koja su stranke izabrale kao mjerodavna za bit spora, a ako stranke tako ne postupe, arbitražni sud će suditi po pravu koje smatra da je sa sporom u najužoj vezi. Arbitražni sud može odlučivati i po pravičnosti (ex aequo et bono) ako su mu stranke izričito dale takvo ovlaštenje, a u svakom će slučaju odlučivati u skladu s odredbama ugovora te će pritom uzeti u obzir mjerodavne običaje (čl. 27. ZA).
Stranke se tijekom postupka mogu nagoditi o sporu u kojem slučaju će arbitražni sud na njihov zahtjev obustaviti postupak, osim ako stranke zatraže da se na temelju nagodbe donese pravorijek koji ima pravnu snagu i učinke pravorijeka, a koji će arbitražni sud onda donijeti, osim ako nađe da je sadržaj te nagodbe protivan javnom poretku Republike Hrvatske (čl. 29. ZA). 
Ako se stranke nisu drugačije dogovorile, arbitražni sud može donositi djelomične pravorijeke koji se smatraju samostalnim pravorijecima i međupravorijeke. Pravorijeci se sastavljaju u pisanom obliku te moraju biti obrazloženi, osim ako su se stranke sporazumjele da obrazloženje nije potrebno ili je pravorijek donesen na temelju nagodbe stranaka. Pravorijek ima prema strankama snagu pravomoćne sudske presude, osim ako se stranke nisu izričito sporazumjele da se pravorijek može pobijati pred arbitražnim sudom višeg stupnja (čl. 31. ZA). 
Donošenjem konačnog pravorijeka okončava se postupak o onim pitanjima o kojima je pravorijekom odlučeno. Prema čl. 32. st. 1. ZA postupak se može okončati i zaključkom arbitražnog suda kada: 
1.    tužitelj povuče tužbu, osim ako se tuženik tome usprotivi, a arbitražni sud smatra da tuženik ima opravdani pravni interes da se donese konačni pravorijek o sporu,
2.    stranke sporazumno odluče o okončanju postupka,
3.    arbitražni sud nađe da je nastavak postupka iz nekog drugog razloga postao nepotreban ili nemoguć.
D o p u n s k i    p r a v o r i j e k.  Članak 33. ZA predviđa mogućnost da svaka stranka u roku od 30 dana od primitka pravorijeka može od arbitražnog suda zatražiti donošenje dopunskog pravorijeka o zahtjevima iznesenim u arbitražnom postupku o kojima arbitražni sud nije odlučio u svom pravorijeku, a arbitražni sud će taj dopunski pravorijek donijeti ako nađe da je zahtjev opravdan.
U pogledu odluke o troškovima (čl. 35. ZA) arbitražni sud će na zahtjev stranke u pravorijeku ili u odluci kojom se postupak okončava odrediti koja je stranka i u kojem omjeru dužna naknaditi drugoj stranci troškove potrebne radi vođenja postupka, uključujući i troškove zastupanja i nagrade arbitrima, i snositi vlastite troškove. O troškovima postupka arbitražni sud odlučuje po slobodnoj ocjeni, uzimajući u obzir sve okolnosti slučaja, a posebno ishod arbitražnog postupka. 
Arbitražni postupak podvrgnut je sudskoj kontroli:
1.    povodom postupka o poništenju pravorijeka (čl. 36. ZA)
2.    u stadiju ovrhe domaćeg pravorijeka (čl. 39. ZA)
3.    u postupku priznanja i ovrhe stranog pravorijeka (čl. 40. ZA)

## Povijest
Od početka 19. stoljeća ulogu arbitra vrše sljedeća tijela i pojedinci:
a) jedinstveni arbitri
- To su bili vladari, odnosno predsjednici trećih država ili kolegijalni šefovi država, a koje su za arbitre imenovale strane u sporu. Često je ulogu arbitra pojedinca obavljao ugledan stručnjak iz reda diplomatskih agenata, sudaca, profesora prava i sl.

b) mješovita vijeća
- Najprije su se pojavila u obliku paritetnih diplomatskih vijeća, u kojima je svaka strana imenovala po jednog predstavnika. Oni su više težili nagodbi nego odluci zasnovanoj na pravu. Ako se nisu mogli nagoditi, spor su upućivali arbitru pojedincu. Zatim je dolazilo do mješovitih arbitražnih vijeća sastavljenih od neparnog broja članova. Svaka strana imenovala je po 1 ili 2 predstavnika, a oni su imenovali predsjednika. Ako su same države imenovale predsjednika, njegov naziv je bio "nadabitar".

c) arbitražni tribunali
- Sastavljeni od nezavisnih stručnjaka, redovito se sastoje od neparnog broja članova (3 ili 5, rijetko više), a koje imenuju strane uz međusobnu suglasnost. Potom se o osobi nadarbitra strane direktno sporazumijevaju, ili njegov izbor prepuštaju već imenovanim članovima.

d) pokušaji organizirane arbitraže
- Stalni arbitražni sud osnovan je Haškom konvencijom o mirnom rješavanju sporova iz 1899. godine. Danas djeluje po propisima istoimene Haške konvencije iz 1907. godine. Sjedište mu je u Haagu. Suprotno njegovom nazivu, to nije stalni sudski organ, a posljednju presudu izrekao je 1931. godine.

## Vanjske poveznice
- arbitraža enciklopedija.hr
- Zakon o arbitraži, gpp.pravo.hr